# Artolf győri püspök
Artolf (vagy Aistulf, Arnolphus, Atolf, †1252) 1244-1245-ben erdélyi, 1245-1252 között győri püspök. 

## Élete
A tatárjárás során az erdélyi egyházszervezet szinte teljesen elpusztult. Három évbe telt, míg 1244 áprilisában össze tudott ülni a székeskáptalan, hogy a muhi csatában elesett Rajnald helyére új püspököt válasszon. Választásuk Artolf váci prépostra esett, aki tekintélyes dunántúli nemesi családból (melynek kiléte nem ismert) származott. 
Artolfnak hamarosan szembesülnie kellett azzal, hogy főpapi székhelye, Gyulafehérvár romokban áll, nincs sem székesegyháza, sem rangjához illő lakhelye, a papok és hívek nagy részét a tatárok megölték vagy elhurcolták. Megkezdte a helyreállítást, de kb. egy évvel később, amikor a győri székeskáptalan meghívta a Benedek halálával megürült győri püspöki székbe, inkább az új megbízatást választotta. Ehhez szüksége volt IV. Ince pápa jóváhagyására és 1245 szeptemberében IV. Béla király támogatásával elküldte kérelmét. A király azzal indokolta a változtatást, hogy a "közkedvelt, tiszta életű, képzett és szigorú erkölcsű" Artolf befolyásos rokonsága nagy segítségére lehet a koronának a nyugati határokat nyugtalanító osztrák betörések ellen. A pápai jóváhagyás után 1445 december. 12-én foglalhatta el győri hivatalát. Valószínűleg ő építtette az itteni püspöki palota vártornyát. 
Artolf 1252-ben halt meg. 